# Johann Friedrich Reichardt
Johann Friedrich Reichardt (Königsberg, 25 de noviembre de 1752-Giebichenstein, 27 de junio de 1814) fue un compositor, musicólogo y crítico musical alemán. 

## Biografía
Fue alumno de Franz Benda, con cuya hija Juliane casó. Viajó por Italia y Francia. Fue maestro de capilla de Federico II de Prusia. Como compositor, fue autor de varias óperas (Cephalus und Prokris, 1774; Der Tod des Herkules, 1802), así como varios singspiel, como Erwin und Elmire (1790). Fue amigo de Goethe, cuya obra Claudine von Villa Bella musicalizó (1789). Como escritor, fue autor de un estudio sobre la ópera cómica alemana: Über die deutsche komische Oper (1774). Fue despedido de su cargo por sus simpatías con la Revolución francesa.

## Obras

### Musicales
- Hänschen und Gretchen (opereta, 1771)
- Amors Guckkasten (opereta, 1772)
- Le feste galanti (La gioja dopo il duolo, ò Le feste superbe, ópera seria, 1775)
- Der Holzhauer, oder Die drei Wünsche (ópera cómica, 1775)
- Cephalus und Prokris (melodrama, 1777)
- Ino (drama musical, 1779)
- Liebe nur beglückt (schauspiel, 1781)
- Tamerlan (tragédie lyrique, 1786)
- Panthée (tragédie lyrique, 1786)
- Andromeda (ópera seria, 1788)
- Orpheus (con Ferdinando Bertoni, 1788)
- Protesilao (ópera seria, 1789)
- Claudine von Villa Bella (singspiel, 1789)
- Brenno (ópera seria, 1789)
- L'Olimpiade (dramma per musica, 1791)
- Lila (singspiel, 1791)
- Erwin und Elmire (singspiel, 1793)
- Macbeth (tragedia, 1795)
- Die Geisterinsel (singspiel, 1798)
- Lieb' und Treue (Lieb' und Frieden, liederspiel, 1800)
- Der Jubel, oder Juchhei (liederspiel, 1800)
- Rosmonda (tragedia per musica, 1801)
- Jery und Bätely (singspiel, 1801)
- Das Zauberschloss (singspiel, 1802)
- Herkules Tod (melodrama, 1802)
- Kunst und Liebe (liederspiel, 1807)
- L'heureux naufrage (comedia, 1808)
- Bradamante (1809)
- Der Taucher (singspiel, 1811)

### Literarias
- Briefe eines aufmerksamen Reisenden, die Musik betreffend (1774–76)
- Über die deutsche komische Oper (1774)
- Musikalische Kunstmagazin (1781–1792)
- Studien für Tonkünstler und Musikfreunde (1793)
- Vertraute Briefe aus Paris (1804)
- Vertraute Briefe aus Wien (1810)